# 吉爾伯茨維爾 (紐約州)
吉爾伯茨維爾（英語：Gilbertsville）是位於美國紐約州奧齊戈縣的村。

## 人口
根據2020年美國人口普查的數據，吉爾伯茨維爾的面積為2.60平方千米，皆為陸地。當地共有人口308人，而人口密度為每平方千米118人。